# 宅島徳光
宅嶋 徳光（たくしま のりみつ、1921年 - 1945年4月9日）は、大日本帝国海軍の軍人、作詞家。海軍中尉。松島航空隊機長。

## 来歴
福岡市博多区生まれ。奈良屋小学校を経て旧制福岡高等学校に進み、慶應義塾大学法学部政治科を卒業後、鉄道省に奉職。
1943年9月に海軍航空隊へ志願し、海軍飛行科予備学生（第13期）に合格。三重海軍航空隊に入隊。1944年5月に海軍少尉に任官。
筆が立つことで知られ、やがて鹿児島出水海軍航空隊に移動し、飛行訓練の合間に記された手記（「くちなしの花」）は、戦後に多くのメディアで取り上げられ、出版もされている。手記の一部を引用し、美空ひばりが補作詞した「白い勲章」は、船村徹の作曲によって美空ひばりのシングルレコードとして発表されている。
沖縄特攻作戦の開始により、1945年4月9日に松島海軍航空基地を一式陸上攻撃機の陸攻機長として出撃し、7機と共に宮城県牡鹿郡金崋山沖にて任務中遭難死した。享年24。
宅嶋の手記は、戦没学生の代表的な文章として非常によく知られ、文芸誌などでも何度か取り上げられている。

## 同期生
- 古谷眞二
- 加藤曻
- 幾瀬勝彬